# アガメムノン (戦列艦・初代)
| 仏艦サ・イラを攻撃するアガメムノン | |
| 艦歴                               | |
| 発注                               | 1777年4月8日 |
| 建造                               | アダムズ造船所（バックラーズ・ハード）                                                                                                   |
| 起工                               | 1777年5月 |
| 進水                               | 1781年4月10日 |
| あだ名                             | 'Eggs and Bacon' |
| 戦歴                               | 第二次ウェサン島の海戦 セインツの海戦 ジェノアの海戦 コペンハーゲンの海戦 フィニステレ岬の海戦 トラファルガーの海戦 サン・ドミンゴの海戦 |
| その後                             | 1809年6月20日ラ・プラタ川河口にて座礁・破壊                                                                                              |
| 性能諸元                           | |
| 排水量                             | 1,406.2トン |
| 全長                               | 砲列甲板：160ft（49m） |
| 全幅                               | 44ft 4in（13.5m） |
| 喫水                               | 19ft（5.8m） |
| 乗員                               | 490名 |
| 機関                               | 帆走（3本マストシップ） |
| 兵装                               | 64門： 下砲列：24ポンド(11kg)砲26門 上砲列：18ポンド(8kg)砲26門 後甲板：4ポンド(2kg)砲10門 船首楼：9ポンド(4kg)砲2門                     |

アガメムノン (HMS Agamemnon) はイギリス海軍の64門3等級戦列艦。アーデント級。ニュー・フォレストのビューリー川にあるバックラーズ・ハードで建造され、1781年4月10日に進水した。1809年、ラ・プラタ川河口で座礁して失われた。

## 経歴
アメリカ独立戦争の最中に進水したアガメムノンはただちに任務に投入された。最初に東インド諸島に派遣されることになったが、その際イギリス海峡で大規模なフランス・スペイン艦隊を発見し、そのニュースを海軍本部に報告するためにイギリスに戻った。アガメムノンはその後海峡艦隊に加わった。1781年12月、ブレストから西インド諸島へ向かうフランス艦隊と輸送隊を阻止する任務を帯びたリチャード・ケンペンフェルト少将の12隻の戦列艦からなる戦隊に加わった。（第二次ウェサン島の海戦）
1782年初めにはリーワード諸島のイギリス艦隊に派遣され、セインツの海戦に参加した。
アメリカ独立戦争が終了すると、1793年のフランス革命戦争の勃発まで（チャタムか?）保管船となった。
1793年にアガメムノンはホレーショ・ネルソン艦長によって再就役し、フッド卿の指揮する地中海艦隊に加わった。この体制は1794年、コルシカのカルヴィ攻囲戦でネルソンが右目を失うまで続いた。1796年夏にアガメムノンは戦いに疲れて本国に帰還した。ネルソンはそのときすでに戦隊指揮官（代将）として軍艦キャプテンに将旗を翻しており、アガメムノン艦上にはいなかった。
1805年7月22日、フィニステレ岬沖を航行していたロバート・カルダー中将が風上に西インド諸島から来たフランス・スペイン連合艦隊を視認したとき、アガメムノンはその指揮下の15隻の艦隊の中にいた。イギリス艦隊は単縦陣を形成し、濃霧の中で敵と戦った。アガメムノンはその5番目だった。戦闘によりアガメムノンは負傷者3名を出し、ウィンザー・キャッスルはマストを失った。日暮れとともに、カルダーは海に散らばった艦隊に戦闘停止の信号を送った。（フィニステレ岬の海戦）
1805年10月21日、アガメムノンはサー・エドワード・ベリー艦長の指揮下、トラファルガーの海戦に参加した。
1806年にはサン・ドミンゴの海戦に参加した。
1809年6月20日、嵐の中ラ・プラタ川に入り込んだアガメムノンは海図に無い浅瀬に乗り上げ、沈没した。それによる死者は無かった。
1993年にマルドナド（Maldonado）湾のゴリティ（Gorriti）島の北で残骸が発見された。海洋考古学者メンサン・バウンド（en:Mensun Bound）の探検によって残存物の記録が行われ、またいくつかの人工物が回収された。

## 小説への登場
アガメムノンは、パトリック・オブライアンによるベストセラー小説オーブリー&マチュリンシリーズの第4巻『攻略せよ、要衝モーリシャス(原題The Mauritius Command)』にて、ジャック・オーブリーがかつて海尉として乗り込んだ艦として言及されている。